# Вирановский, Пётр Николаевич
Пётр Никола́евич Вирано́вский (22 июня [4 июля] 1872, имение Карпово, Херсонская губерния — 30 марта 1940, Тулон) — русский военачальник, участник Первой мировой войны, полковник (1918).

## Семья
Георгий Николевич Вирановский происходил из дворянского рода Вирановских
- Отец — полковник Николай Антонович Вирановский (1816—1896) был участником обороны Севастополя в 1854—1855.
- Мать — Александра Васильевна, урождённая Белоконь (в первом браке — Карпова).
- Братья — Александр (род. в 1855 году), Константин (род. в 1866 году; служил в Отдельном корпусе пограничной стражи), Георгий (1867—1919/1920, русский военачальник, участник Русско-японской и Первой мировой войн, генерал-лейтенант (1917), участник (1918 − 1920) Белого Движения в годы Гражданской войны); сёстры — Елизавета (род. в 1863 году), Наталья (1869—1917), Мария (род. в 1870 году).
- Жена — Елизавета Васильевна (род. в 1877 году), урождённая Арватова, дочь полковника.
- Дети — Елена (1896—1993 в эмиграции во Франции), Татьяна (1898—1984, была в эмиграции, репатриантка), Владимир (1901—1918, участник Гражданнской войны в рядах Добровольческой армии), Георгий (1905—1919).

## Образование
Окончил Киевский Владимирский кадетский корпус, 1-е военное Павловское училище (1891).

## Служба в Русской Армии
1 сентября 1891 года — юнкер рядового звания. 10 октября 1892 года — унтер-офицер.
7 августа 1893 года — подпоручик с назначением в 112-й пехотный Уральский полк. 10 июля 1894 года — батальонный адъютант.
27 июля 1895 года — корнет, переведен в Отдельный корпус пограничной стражи, с 3 августа назначен субалтерн-офицером Велюнской бригады. 18 июля 1896 года — помощник заведующего учебной командой.
С 15 июля 1897 года — командующий Шляхетским отрядом; 6 декабря 1897 года — поручик.
16 февраля 1900 года назначен командующим Рудникским отрядом.
1 мая 1900 года переведен в Таурогенскую бригаду. 23 июня 1900 года назначен командующим Шилинговским отрядом; 6 декабря 1901 года — штаб-ротмистр.
27 марта 1902 года — подполковник, назначен исполняющим должность штаб-офицера для особых поручений при штабе 9-го армейского корпуса.
С 25 октября 1903 года — командир Таурогенского отряда; 20 января 1905 года назначен временно исполняющим должность обер-офицера для поручений. 6 декабря 1905 года — ротмистр. 26 августа 1906 года — обер-офицер для поручений.
17 мая 1907 года переведен в Скулянскую бригаду; с 10 апреля 1908 года — старший адъютант штаба 5-го округа.
7 января 1909 года назначен в Измаильскую бригаду; с 28 января 1910 года — командир Таможенного отряда. 18 июня 1911 года — бригадный адъютант.
25 августа 1911 года переведен в Кислицкий отряд.
После начала Первой мировой войны, с 16 ноября 1915 года — заведующий офицерским приютом.
23 декабря 1915 года назначен командиром 3-й сотни 4-го Заамурского конного полка.
15 февраля 1917 года переведен в стрелковый полк Заамурской конной дивизии; с 23 февраля 1917 года — командир 6-го эскадрона полка; 30 марта 1917 года — исполняющий должность начальника хозяйственной части. 28 апреля 1917 года перешел с полком границу Румынии у станции Унгены. С 28 августа 1917 года — ктитор полковой церкви.
3 ноября 1917 года назначен исполняющим должность начальника учетного отделения канцелярии по демобилизации при штабе Румынского фронта.
После расформирования штаба фронта уволен в запас. В 1918 году — подполковник, а затем — полковник.

## Эмиграция
В 1918-1920 годах проживал в Дубровнике (Королевство Сербов Хорватов и Словенцев), затем переехал Тулон (Франция). С 1937 года был церковным старостой Воскресенской православной церкви в Тулоне. За «усердные труды и попечение о нуждах церкви и прихода в Тулоне» в 1939 году ему было преподано архипастырское благословение митрополита Евлогия (Георгиевского) с выдачей грамоты.
Скончался в ночь на 30 марта 1940 года в Тулоне. Похоронен на кладбище Ля-Валетт во Франции.

## Награды
- 28 марта 1904 года — Орден Святого Станислава 3-й степени
- 6 марта 1906 года — Орден Святой Анны 3-й степени
- 30 апреля/19 декабря 1915 года — Орден Святого Станислава 2-й степени
- 29 июля 1916 года — Орден Святой Анны 3-й степени с мечами и бантом
- 25 марта 1918 года — Орден Святого Владимира 3-й степени с мечами и бантом

- 13 марта 1918 года — Орден Звезды Румынии с мечами степени кавалера